# Corredor ecológico
Corredor ecológico é uma faixa que pode ter por objetivo ligar fragmentos florestais ou unidades de conservação separados pela atividade humana (estradas, agricultura, clareiras abertas pela atividade madeireira etc.), possibilitando o deslocamento da fauna e flora entre as áreas isoladas e, consequentemente, a troca genética entre as espécies e a dispersão de sementes.
Os Corredores Ecológicos visam a mitigar os efeitos da fragmentação dos ecossistemas, promovendo a ligação entre áreas próximas, com o objetivo de proporcionar o deslocamento de animais, a dispersão de sementes e aumento da cobertura vegetal. São instituídos com base em informações como estudos sobre o deslocamentos de espécies, sua área de vida (área necessária para o suprimento de suas necessidades vitais e reprodutivas) e a distribuição de suas populações biológicas e humanas. A partir destas informações, são estabelecidas as regras de utilização destas áreas, com vistas a possibilitar a manutenção do fluxo de espécies entre fragmentos naturais e, com isso, a conservação dos recursos naturais e da biodiversidade. São, portanto, uma estratégia para amenizar os impactos das atividades antrópicos sobre o meio ambiente e uma busca ao ordenamento da ocupação humana para a manutenção das funções ecológicas no mesmo território.

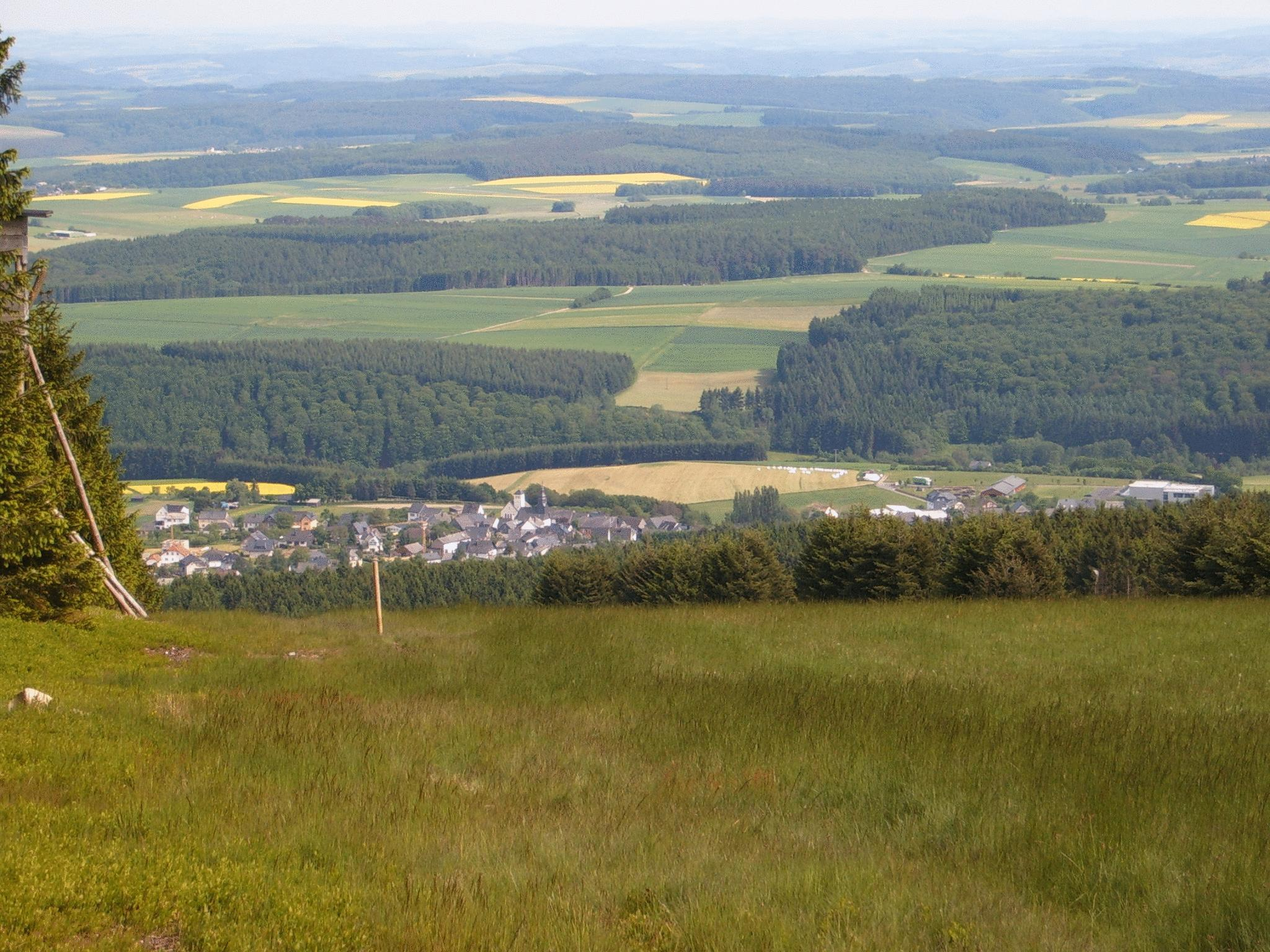
Floresta fragmentada pela agricultura. Muitos invertebrados acabam sendo isolados na floresta. Mas animais maiores, como javalis e veados, ainda podem passar facilmente de um fragmento florestal para outro. Os corredores ecológicos podem conectar estas "ilhas" entre si.

Corredor ecológico ou corredor de biodiversidade é uma faixa de vegetação que liga fragmentos florestais ou unidades de conservação separadas pela atividade humana. O principal objetivo desses corredores é possibilitar o deslocamento da fauna entre as áreas isoladas e garantir a troca genética entre as espécies.

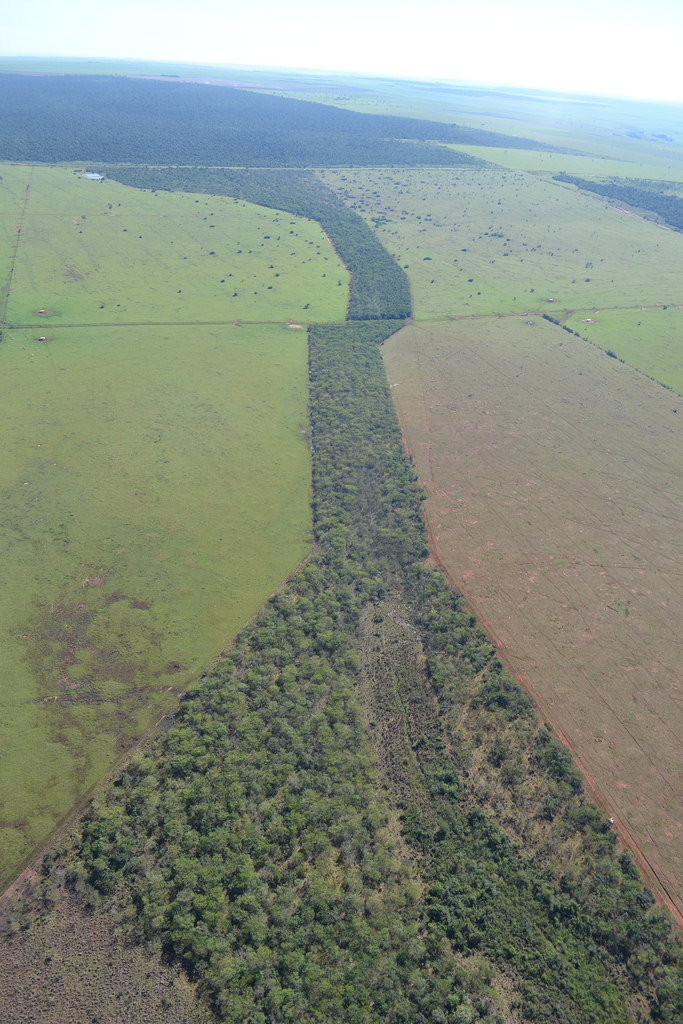
Corredor ecológico implantado no Pontal do Paranapanema pelo Instituto de Pesquisas Ecológicas, IPE.

É um conceito surgido na década de 1980 e uma das principais estratégias utilizadas na conservação da biodiversidade e determinado ecossistema.

## No Brasil
O Corredor Binacional Iténez-Guaporé foi o primeiro a ser criado, em 2001. Ele nasce com uma área de 23 milhões de hectares (quase do tamanho do estado de São Paulo), na bacia dos rios Guaporé-Mamoré e Iténez, na fronteira do Brasil com a Bolívia. O corredor binacional está na área de maior diversidade de peixes do planeta, com 174 espécies de grande interesse comercial já catalogadas. No lado brasileiro, existem 30 áreas protegidas. No território boliviano, há oito unidades de preservação. Existem, atualmente, sete corredores ecológicos em fase de implementação ou estudo pelo Instituto Brasileiro do Meio Ambiente e dos Recursos Naturais Renováveis (IBAMA/ICMBIO). Os investimentos, porém, estão concentrados em três deles, dois com financiamento do programa piloto para a Proteção das Florestas Tropicais do Brasil: o Corredor Central da Mata Atlântica e o Corredor Central da Amazônia.

### Em projeto
Segundo o IBAMA, o corredor amazônico tem 245,5 mil quilômetros quadrados, 70% dos quais são de unidades de conservação e terras indígenas, o que facilita sua implantação. Já o da mata Atlântica, que mede 77,5 mil quilômetros quadrados, exige grande esforço, pois, 95% de sua área ocupada está em propriedades privadas. No cerrado, também está sendo implementado o Corredor Ecológico Araguaia-Bananal, que abrange 10 milhões de hectares nos estados de Goiás, Tocantins, Mato Grosso e Pará. O corredor interliga nove unidades de conservação e reveste-se de importância por representar uma região de contato do Cerrado com a Amazônia. Vem sendo executado pelo IBAMA/ICMBIO, Governos Estaduais e Municipais, em parceria com diversas Universidades da região Centro-Oeste do Brasil, com apoio técnico e financeiro da Agência de Cooperação do Japão - JICA e apoio da organização não governamental Conservação Internacional.
Muitos projetos sobre Corredores Ecológicos foram estudados e propostos no Brasil e em outros países, com grandes dimensões, entretanto, os corredores podem apresentar diversas escalas, grandes, médios e pequenos, conforme a sua dimensão e seus objetivos. Por exemplo, tem grande escala os Corredores Ecológicos Central da Mata Atlântica e o Corredor Araguaia-Bananal; média escala, os Corredores Ecológicos Pontal do Paranapanema e Corredor de Biodiversidade de Santa Maria (Iguaçu); Corredores de pequena escala são aqueles municipais, urbanos e intermunicipais que cumprem com objetivos locais de conservação e planejamento territorial. (www.ipansustentável.com).

## Em Portugal
Um exemplo de corredor ecológico em Portugal é o de Valongo (Parcque Paleozoico de Valongo, com grande geodiversidade) que se estende ao longo de sistemas fluviais importantes na paisagem.